# IOE-Ventilsteuerung

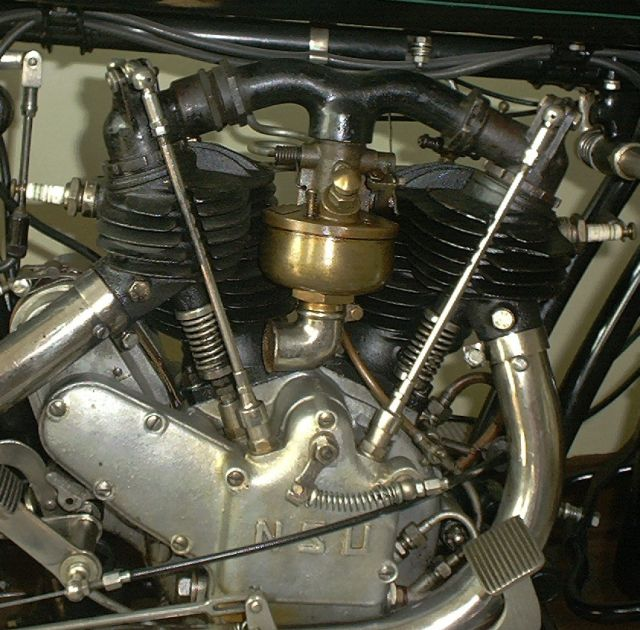
V-Motor mit IOE-Ventilanordnung

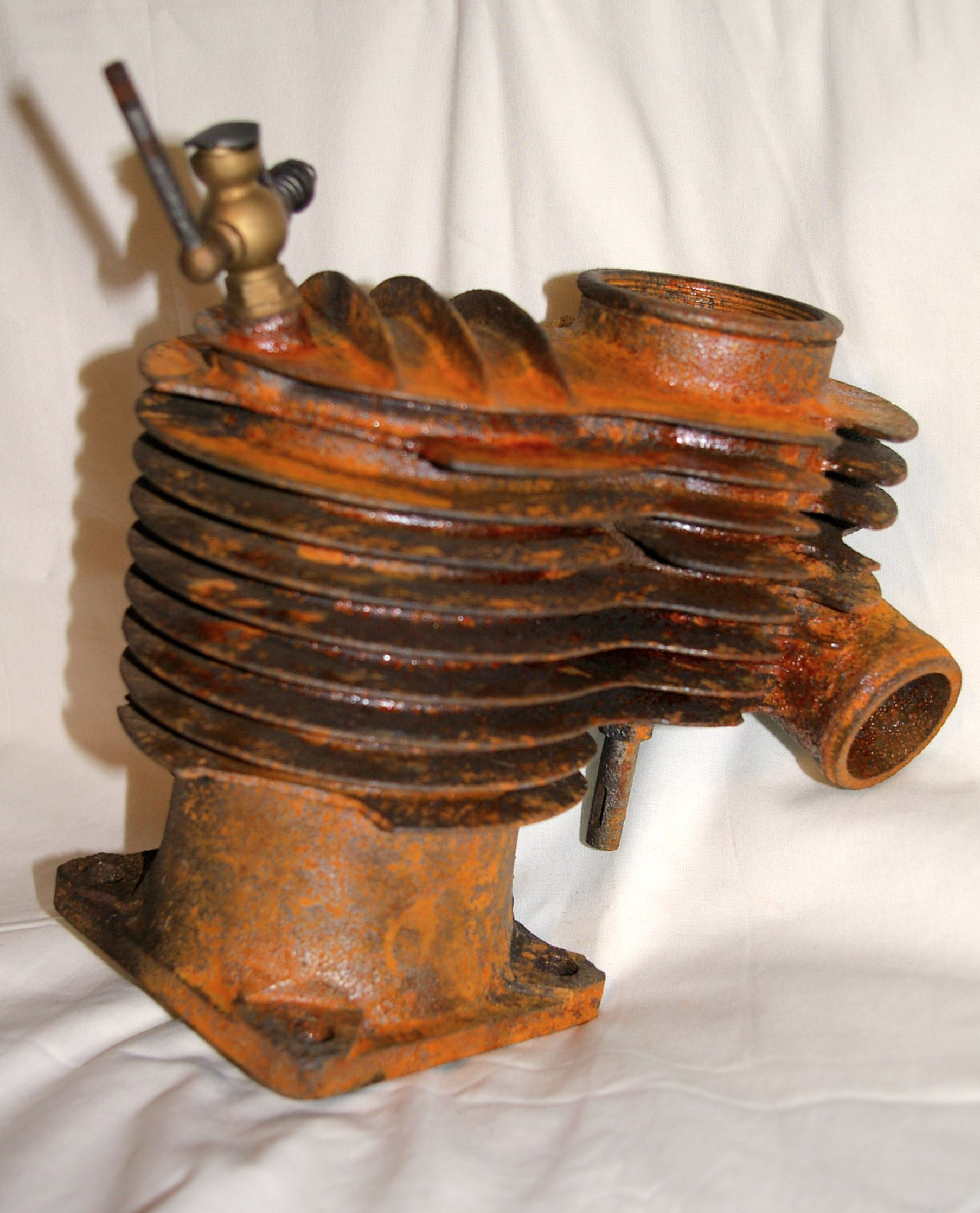
Seitenansicht eines NSU-Sackzylinders mit eingebautem Auslass- und ausgebautem Einlassventil

Inlet over Exhaust (IOE, englisch für „Einlass über Auslass“) ist eine Art der Ventilsteuerung bei Verbrennungsmotoren. Des Aufbaus wegen werden Zylinderköpfe mit stehendem Auslassventil und hängendem Einlassventil auch als F-Kopf bezeichnet.

## Technik und Definition
Im Gegensatz zu Schnüffelventil-Motoren, bei denen nur das Auslassventil gesteuert wurde, werden beim IOE-Motor beide Ventile von einer untenliegenden Nockenwelle gesteuert. Das Einlassventil hängt im Zylinderkopf, öffnet nach unten und wird über Stößel, Stoßstange und Kipphebel betätigt, das Auslassventil steht neben dem Zylinder, öffnet nach oben und wird über einen Stößel oder Schlepphebel von der Nockenwelle bewegt.
Diese Mischform aus seiten- und kopfgesteuertem Motor wird auch „gegengesteuert“ oder „wechselgesteuert“ genannt. Motoren mit hängenden Ventilen werden als „obengesteuert“ bezeichnet. Moderne Motoren haben fast immer eine obenliegende Nockenwelle.

## Verbreitung
In der Anfangszeit der Kraftfahrzeuge waren wechselgesteuerte Motoren weit verbreitet. Hersteller von IOE-Motorrad-Motoren waren zum Beispiel MAG, FN, Harley-Davidson (1911–1929), Indian Four, Moto Guzzi Einzylinder, Nimbus und NSU. Wegen des ungünstig geformten Brennraums und der beschränkten Verdichtung werden IOE-Motoren heute nicht mehr hergestellt. Ältere Motoren haben oft Sackzylinder, die keine Zylinderkopfdichtung brauchen, aber der Zylinder ist ein produktionstechnisch anspruchsvolles, komplexes Gussteil mit einer zerklüfteten und verbrauchsungünstigen Brennraumform.
Die britischen Automobilhersteller Rolls-Royce (Silver Dawn, Silver Wraith, Silver Cloud) und Rover (P3, P4, P5) verwendeten IOE-Motoren noch bis Mitte der 1960er Jahre. Im Jeep des amerikanischen Herstellers Willys-Overland Motors, später von Kaiser Motors, gab es den wechselgesteuerten Willys-Hurricane-Motor bis 1971.